# Furthermore: From the Studio, From the Stage
Furthermore: From the Studio, From the Stage é o quinto álbum de estúdio da banda Jars of Clay, lançado a 4 de Fevereiro de 2003.
O álbum consiste em dois discos, um concerto ao vivo e outro com faixas já editadas em álbuns anteriores e três faixas novas.

## Faixas

### Disco 1
1. "Overjoyed" - 3:40
2. "Something Beautiful" - 3:57
3. "The Valley Song (Sing Of Your Mercy)" - 4:11
4. "Liquid" - 3:38
5. "The Eleventh Hour" - 4:09
6. "Dig" (Cover de Adam Again) - 3:14
7. "Redemption" - 3:10
8. "Love Song for a Savior" - 4:49
9. "Frail" - 4:15
10. "Needful Hands" - 2:47

### Disco 2
1. "Disappear" - 4:41
2. "Like a Child" - 4:43
3. "Crazy Times" - 3:56
4. "I Need You" - 3:35
5. "The Eleventh Hour" - 4:18
6. "This Road" - 4:29
7. "Fly" - 3:46
8. "I'm Alright" - 5:14
9. "Revolution" - 3:43
10. "Flood" - 3:59
11. "Worlds Apart" - 10:52